# Tipula (Acutipula) langi rubricapilla
Tipula (Acutipula) langi rubricapilla is een ondersoort van de tweevleugelige Tipula (Acutipula) langi uit de familie langpootmuggen (Tipulidae). De ondersoort komt voor in het Afrotropisch gebied.